# Prima Cool
Prima Cool je česká televizní stanice. Jde o druhý kanál FTV Prima. Vysílání je zaměřeno převážně na muže ve věku 25 - 40 let.

## Vysílání
Stanice vysílá v digitálním pozemním vysílání v Multiplexu 22 Českých Radiokomunikací. Lze ji naladit také pomocí satelitního nebo kabelového příjmu na části území České republiky.
V době spuštění se stanice dělila o vysílání se stanicí R1, jež představovala regionální vysílání TV Prima. R1 vysílala v dopoledních hodinách, Prima Cool v odpoledních a večerních. Později začala vysílat nepřetržitě.

## Historie
Dlouho očekávaný druhý kanál společnosti FTV Prima Cool TV (dnes Prima Cool) začal vysílat 1. dubna 2009 v 18.00. Jednalo se o jeden z prvních českých tematických kanálů. Vysílání bylo započato krátkým filmem Narození nové televize. Poté následovaly seriály Futurama, Angel, Brainiac: Šílená věda, sitcom Chuck a celovečerní film. Televize se již od začátku těšila velké oblibě. Premiérově vysílala zahraniční seriály, které předtím nebyly v Česku dostupné, jako Futurama, Teorie velkého třesku, Kancl, Frasier a další, uvedla také pořad o automobilech britské BBC Top Gear, z České televize sem přešel i americký seriál Simpsonovi, filmy a živé fotbalové přenosy z Premier League (poznámka: původně měla být druhá stanice FTV Prima kanál Prima Klub určený ženám, z projektu však bylo upuštěno a později byl spuštěn jako Prima Love).
V roce 2011 začal na obrazovkách Prima Cool vysílat herní pořad Re-play, což byla první původní tvorba televize. Později, v roce 2014, začal vysílat COOL Train a stanice začala být na skylinku dostupná v HD kvalitě, v roce 2015 pořad o youtuberech Hrajeme s Alim. Prima Cool nabízí i další původní tvorbu (viz Program a Programy vysílané na Prima Cool).

## Program
Program stanice je zaměřen především na premiéry amerických seriálů. Vysílané filmy jsou na rozdíl od seriálů často starší a méně známé. Vysílá i některé zahraniční reality show (Faktor strachu, Ninja faktor, Mistři demolice, Kdo přežije nebo Bořiči mýtů).
Prima Cool nabízí také původní vlastní pořady, patří mezi ně např. Re-Play (zaměřený na novinky ze světa počítačových her) nebo Pekelná výzva (moderuje Iva Pazderková).
V letech 2012–2015 mohli diváci na Prima Cool sledovat Ligu mistrů UEFA.

## Programy vysílané na Prima Cool

### Původní program
| Současný             | Současný                                             |
| -------------------- | ---------------------------------------------------- |
| Re-Play              | pořad o počítačových hrách, vysílání 2011–současnost |
| COOL E-Sport         | pořad o e-sportu, vysílání 2018–současnost           |
| Autosalon            | magazín o automobilech, vysílání 2010–současnost     |
| COOL Wave            | surfařská reality show, vysílání 2018–současnost     |
| COOL Feed            | krátký denní magazín, vysílání 2018–současnost       |
| Vandráci             | cestovatelský pořad, vysílání 2018–současnost        |
| Úplně debilní zprávy | zpravodajský pořad, který moderuje Sonia Edde        |

#### Bývalý
- Applikace (2014–2017)
- Těžká dřina
- Hrajeme si s Alim
- Aliho parťáci
- Pekelná výzva
- Moto cestou necestou
- Lovci zážitků
- Elitní komanda zblízka

### Zahraniční program
Současný
- Hvězdná brána (Stargate SG-1)
- Námořní vyšetřovací služba L. A. (NCIS: Los Angeles)
- Pevnost Boyard (Fort Boyart)
- Poslední loď (The Last Ship)
- Simpsonovi (The Simpsons)
- Špinavá práce (Dirty Jobs)
- Top Gear (Top Gear)
- Tyran (Tyrant)
- Jmenuji se Earl (My Name is Earl)

#### Bývalý
- Agresivní virus
- Akta X
- American Horror Story
- Americká odysea
- Angel
- Bylo, nebylo
- Bobovy burgery
- Bořiči mýtů
- Criss Angel: Extrémní magie
- Cleveland show
- Dexter
- Dobyvatelé ztracené pravdy
- Extant
- Fakta nebo fikce
- Faktor strachu
- Fifth Gear
- Firefly
- Frasier
- Futurama
- Griffinovi
- Grimm
- Haló, tady Indie
- Hannibal
- Hawaii 5-0
- Helix
- Hračky Jamese Maye
- Hustej nářez
- Hvězdná Brána: Atlantida
- Hvězdná Brána: Hluboký vesmír
- Chuck
- JAG
- Jak jsem poznal vaši matku
- Jednotka zvláštního určení
- Jmenuju se Earl
- Kdo přežije
- Komplikace
- Krajní meze
- Kurýr
- Kurz sebeovládání
- Laboratoř pro chlapy Jamese Maye
- Letopisy rodu Shannara
- Městečko Fortitude
- Město ztracených
- Námořní vyšetřovací služba L. A.
- Nultá hodina
- Ninja faktor
- Pevnost Boyard
- Pobřežní lýtka
- Polda z Marsu
- Poručík Backstrom
- Poslední chlap na Zemi
- Poslední loď
- Procitnutí
- Přežít!
- Řekni, kdo tě zabil
- Satan přichází
- Skladiště 13
- Scrubs: Doktůrci
- Spartakus
- Star Trek: Enterprise
- Star Trek: Nová generace
- Stav ohrožení
- Studio 30 Rock
- Takešiho hrad
- Taková moderní rodinka
- Terra Nova
- Tyran
- Útěk z vězení
- Vikingové
- Vítejte doma!
- V Utajení
- Wilfred
- Xena
- Zákon gangu
- Ztracená archa
- Ztraceni
- Živí mrtví
- Dvanáct opic